# رومان ستيبانوف
رومان ستيبانوف (بالأوكرانية: Роман Анатолійович Степанов)‏ هو لاعب كرة قدم أوكراني في مركز الهجوم، ولد في 21 يناير 1986 في الاتحاد السوفيتي. لعب مع دينامو برست ونادي فولين لوتسك.

## وصلات خارجية
- رومان ستيبانوف على موقع اتحاد أوكرانيا (الإنجليزية)
- رومان ستيبانوف على موقع قاعدة بيانات كرة القدم.إي يو (الإنجليزية)
- رومان ستيبانوف على موقع Soccerway.com (الإنجليزية)